# 1972年ミュンヘンオリンピックのパキスタン選手団
1972年ミュンヘンオリンピックのパキスタン選手団（1972ねんミュンヘンオリンピックのパキスタンせんしゅだん）は、1972年8月26日から9月11日にかけて西ドイツのミュンヘンで開催された1972年ミュンヘンオリンピックのパキスタン選手団、およびその競技結果。

## メダル

### 銀
- 男子フィールドホッケー